# Stabburselva
Lo Stabburselva (Lingua sami settentrionale: Ravttošjohka) è un fiume che scorre nel territorio del comune di Porsanger nella contea di Finnmark, in Norvegia.
Nasce dall'altopiano del Finnmark e sfocia nel Porsangerfjord.
Lo Stabburselva attraversa la pineta più a nord del mondo dove si possono trovare alberi che hanno fino a 500 anni d'età.
È noto soprattutto per la pesca al salmone.